# Charles Forbes
Charles Morton Forbes (Colombo, 22 novembre 1880 – 28 agosto 1960) è stato un ammiraglio inglese.
Entrò nella Royal Navy nel luglio del 1894. Dopo aver servito come Aspirante Guardiamarina nella Channel Fleet e nel Pacifico, tornò in patria per specializzarsi come esperto in artiglierie. Durante la prima parte della prima guerra mondiale servì sulla Queen Elizabeth, partecipando alla campagna dei Dardanelli. Nell'ottobre del 1915 tornò nel Regno Unito per diventare contrammiraglio dell'ammiraglio John Jellicoe, comandante in Capo della Grand Fleet. Partecipò alla battaglia dello Jutland sulla nave ammiraglia Iron Duke.